# طمحان (عمد)

تعديل مصدري - تعديل

طمحان هي إحدى قرى  بمديرية عمد التابعة لمحافظة حضرموت، بلغ تعداد سكانها 735 نسمة حسب تعداد اليمن لعام 2004.